# Estación Maquinchao
Maquinchao es una estación de ferrocarril ubicada en la localidad del mismo nombre, Departamento Veinticinco de Mayo, Provincia de Río Negro, Argentina.

## Ubicación
Se encuentra a 75 km al este de la ciudad de Ingeniero Jacobacci.

## Servicios
Por sus vías transitan formaciones de cargas y de pasajeros de la empresa Tren Patagónico S.A.. Cuenta con parada para los servicios de pasajeros tanto en sentido ascendente como descendente del Tren Patagónico.